# Pierre Legros el Joven
Pierre Legros llamado el joven (París, 12 de abril de 1666-Roma, 3 de mayo de 1719) para distinguirlo de su padre, Pierre Legros el viejo, fue un escultor francés, afincado en Italia, del movimiento Barroco.

## Biografía
Era hijo y discípulo del escultor real Pierre Legros el viejo. En 1686 ganó el Premio de Roma de escultura, y desde entonces vivió en Roma hasta su muerte. Llegó a ser allí el escultor más importante del periodo comprendido entre 1695 y 1713 aproximadamente.
Trabajó sobre todo para los Jesuitas y los Dominicos, así como para particulares.
Su mayor contribución al arte es el Monumento de Federico Mauricio de La Tour d'Auvergne, Duque de Bouillon y de la duquesa de Bouillon, que Legros terminó en Roma hacia 1707, bajo el contrato de uno de los hijos del duque, el cardenal Emanuel Teodosio de La Tour d'Auvergne de Bouillon. LLevada a la Abadía de Cluny en 1709, la tumba no fue instalada porque el cardenal había insultado gravemente a el Rey Sol y había sido declarado rebelde. En los tiempos de la demolición de la abadía (durante la revolución francesa), las esculturas -todavía en cajas- fueron salvadas por la intervención de Alexandre Lenoir, que las quería para su Museo de los monumentos franceses. Las figuras principales y el Bajorrelieve de una batalla se encuentran hoy en el Hotel-Dieu de Cluny. 
Legros volvió una sola vez a París, en 1715, para someterse a una operación. Parece ser que fue huésped de su amigo Pierre Crozat, al que le decoró el gabinete de su hotel en París y la capilla de su castillo de Montmorency (las dos destruidas). Al no encontrar el reconocimiento de la Academia real de pintura y de escultura, que pensaba merecer, Legros regresó a Roma en 1716.

## Obras principales
En Roma
- 1697-1699: La Religión destruyendo a la Herejía (1695-1697/98) y estatua de plata de San Ignacio, capilla de San Ignacio de la iglesia del Gesù.
- 1697-1699: Bajo relieve de S. Luis Gonzaga y Tumba del papa Gregorio XV y del cardenal Ludovico Ludovisi (ca. 1709-1713), iglesia de San Ignacio.
- 1697-1716: Sarcófago del papa Pío V, Basílica de Santa María la Mayor.
- 1702: Estatua de San Francisco Javier, S. Apollinare.
- 1702-1705: Tobías y Gabriel, capilla del Monte di Pietà.
- 1702-1703: Yacente de Stanislas Kostka, iglesia de Sant'Andrea al Quirinale.
- 1702-1706: Santo Domingo, basílica de San Pedro.
- ca, 1703-1711: Apóstol Tomás  y Apóstol Bartolomé (c. 1703-1712), basílica de San Juan de Letrán.
- 1706-1708: Estatua del Cardenal Casanate, Biblioteca Casanatense.
- 1708-1710: San Felipe Neri, S. Girolamo della Carità, capilla Antamori.
- 1711-1714: Capilla de San Francisco de Paula, S. Giacomo degl’Incurabili.

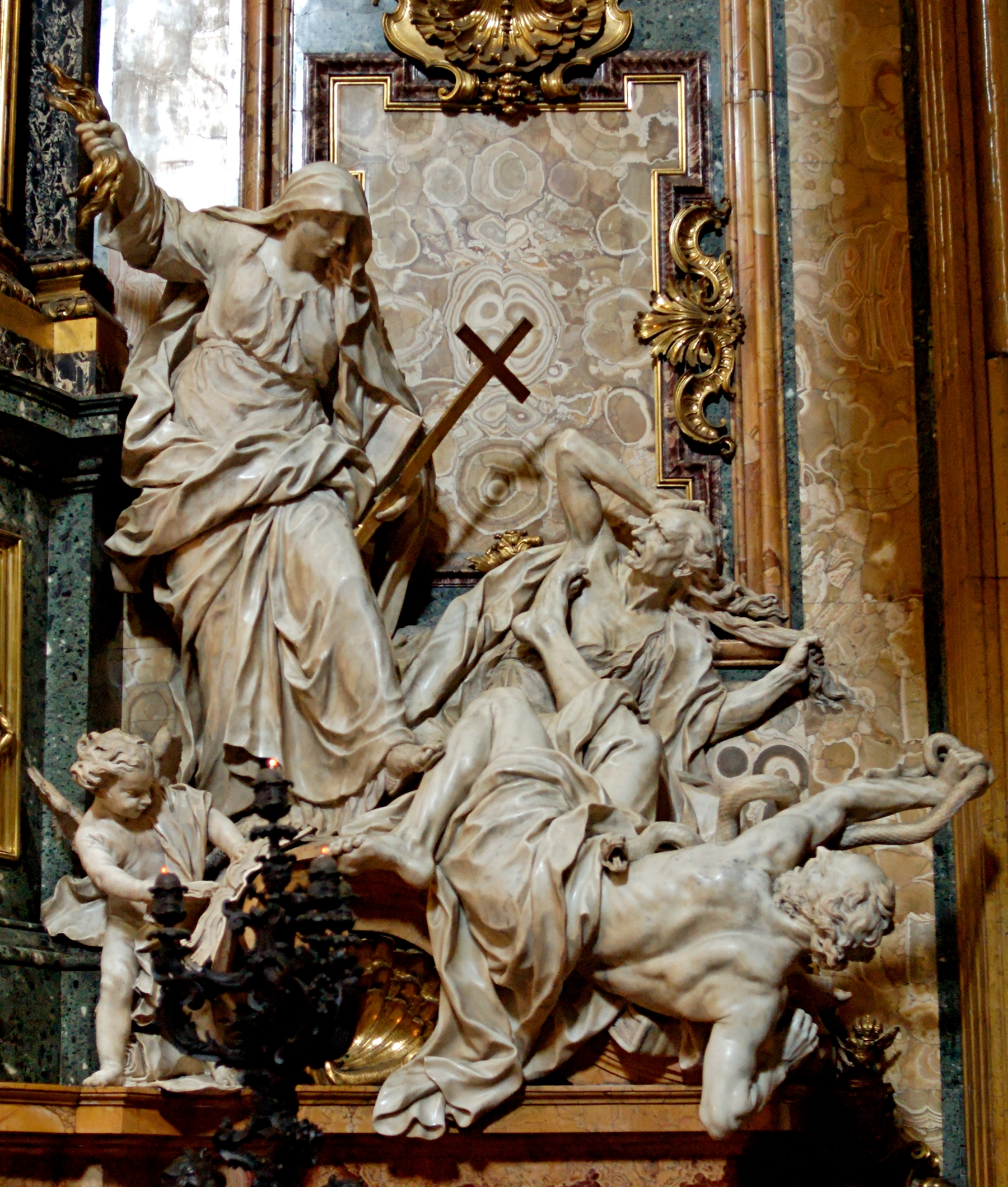
La Religión destruyendo a la Herejía (1695-1697/98), capilla de San Ignacio, iglesia del Gesù
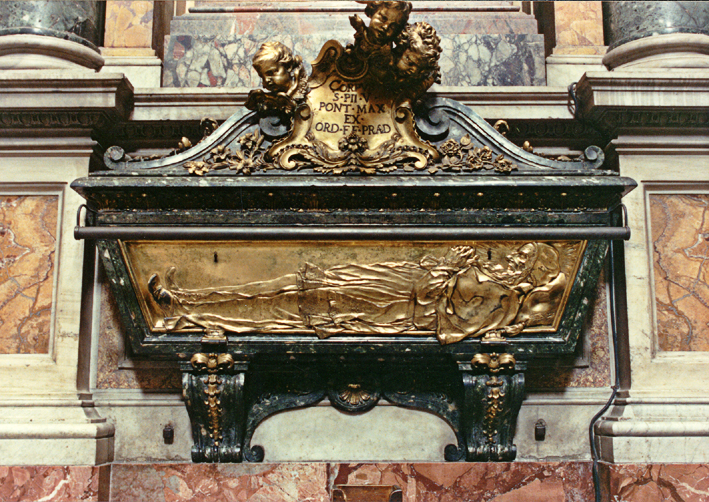
Sarcófago del papa Pío V (1697-1698), basílica de Santa María la Mayor
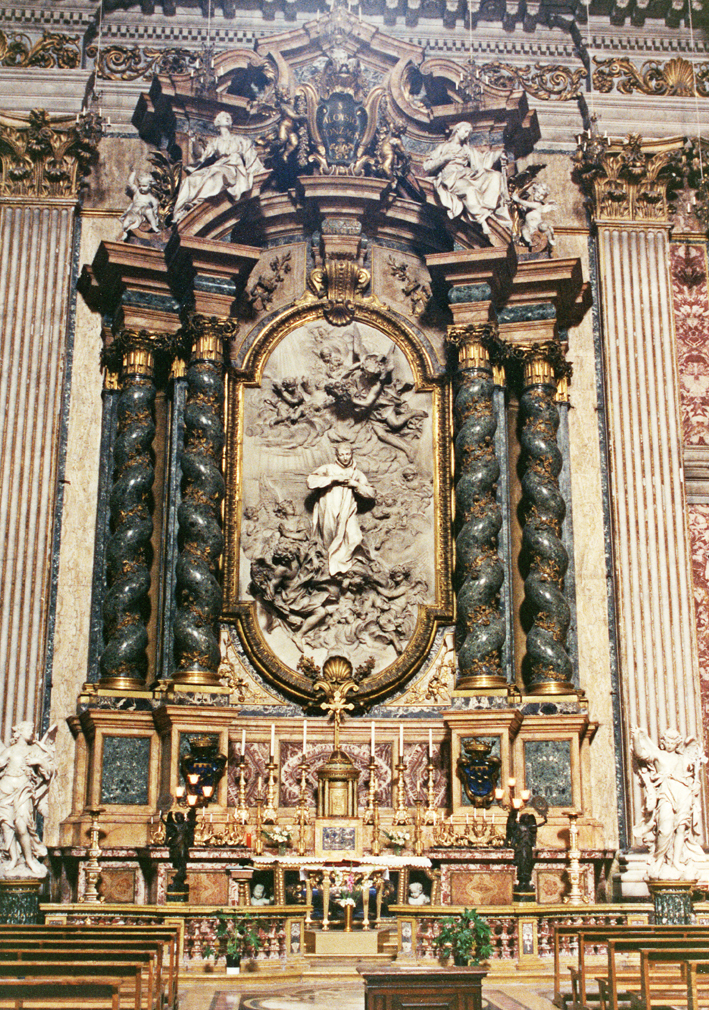
Altar de San Luis Gonzaga (c. 1697-1699), iglesia de San Ignacio, Roma
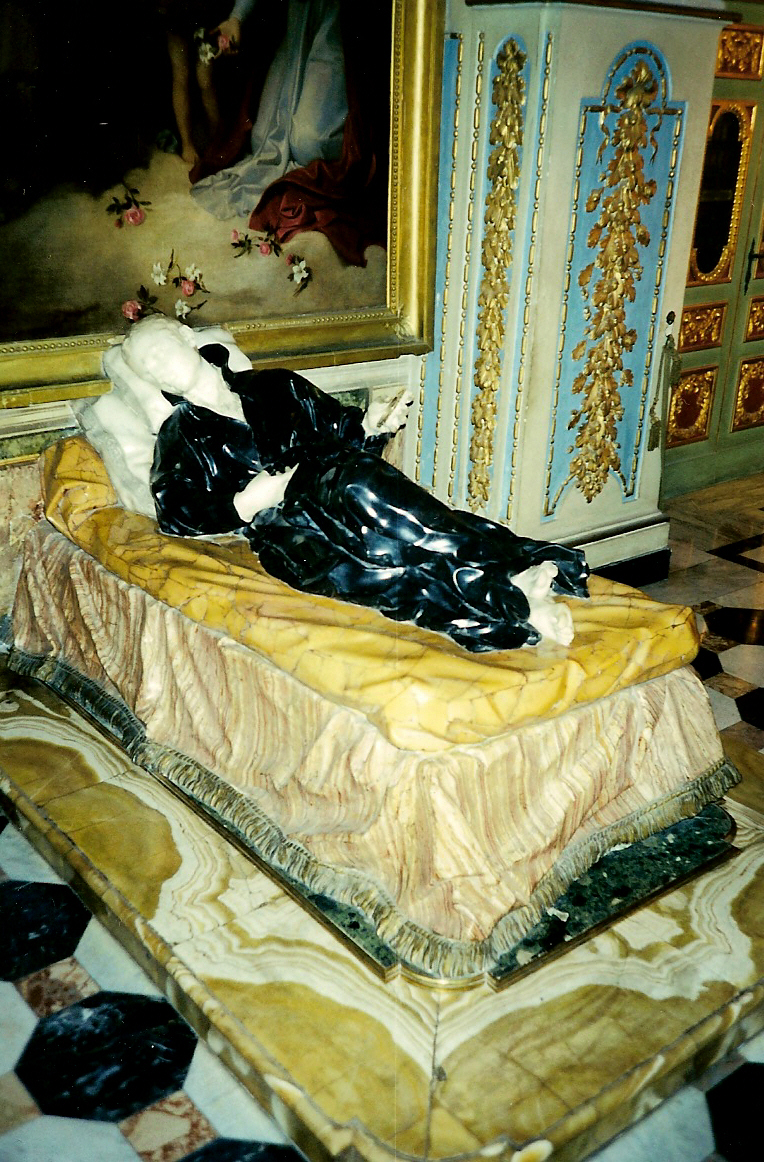
Yacente de Estanislao Kostka (1702-1703), en la iglesia de Sant'Andrea al Quirinale
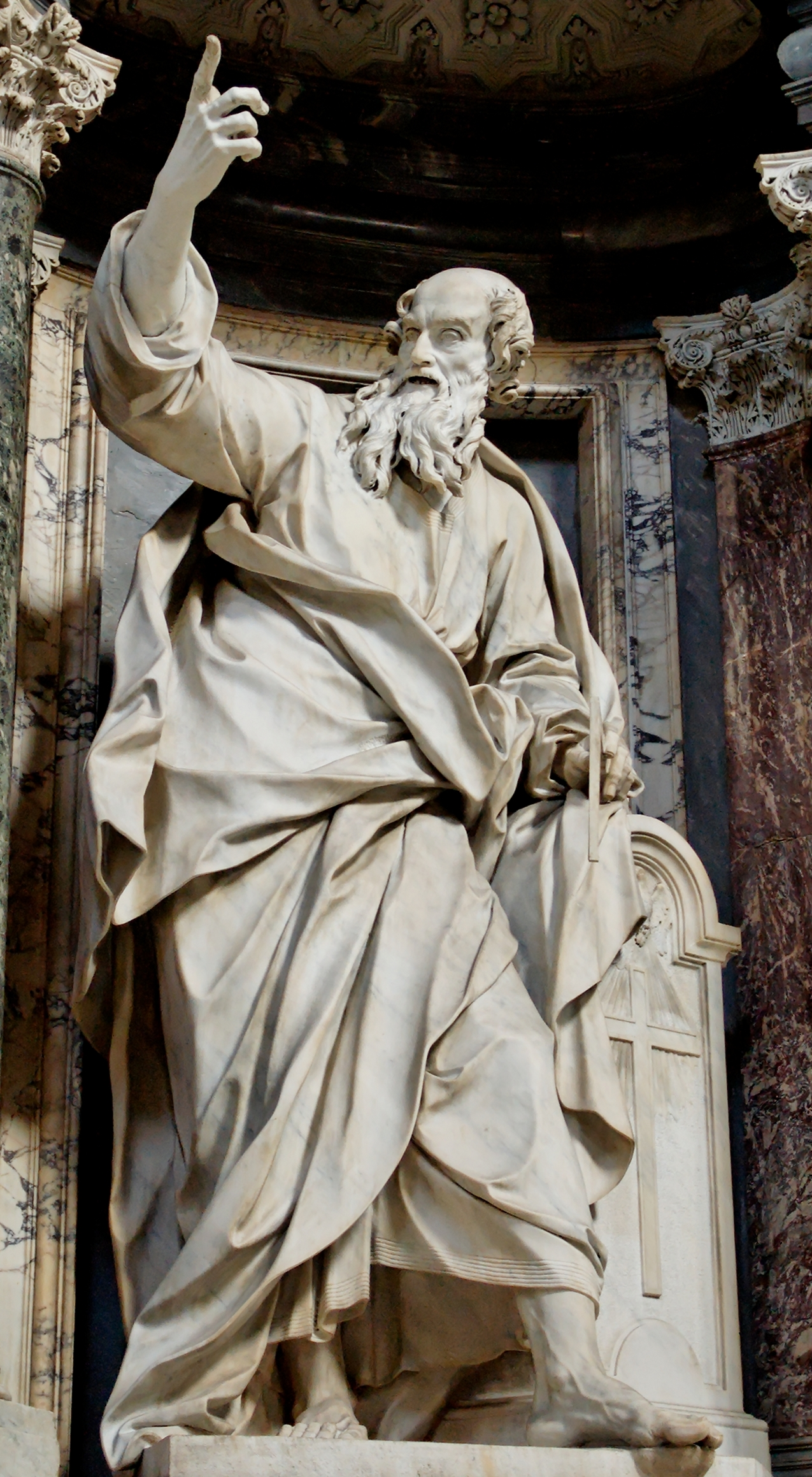
Santo Tomás (ca. 1703-1711), basílica de San Juan de Letrán

En Francia

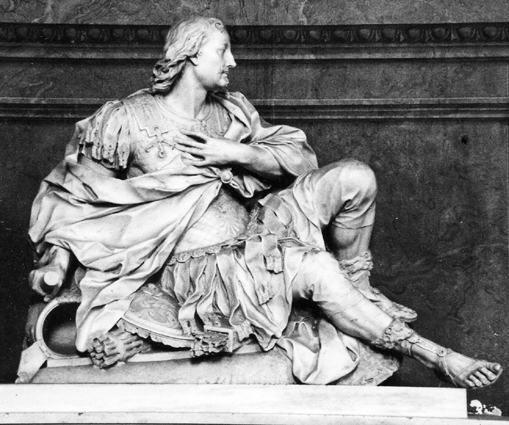
Monumento a los duques de Bouillon

- Vetturie (1692-1695), París, Jardín de las Tullerías.
- Monumento del Duque de Bouillon y de su esposa (alrededor de 1697, en 1707 concluido), Cluny, Hôtel-Dieu.

Otros
- Apóstol Tomás, terracota (periodo 1703-1704), Museo de Arte del Condado de Los Ángeles.
- Estatua de Enrique II del Sacro Imperio Romano Germánico (1714-1719), abadía de Montecassino.
- Santa Cristina y Santa Teresa, Turín (periodo 1717-1718/19), Catedral.